# Katarzyna Modliszewska

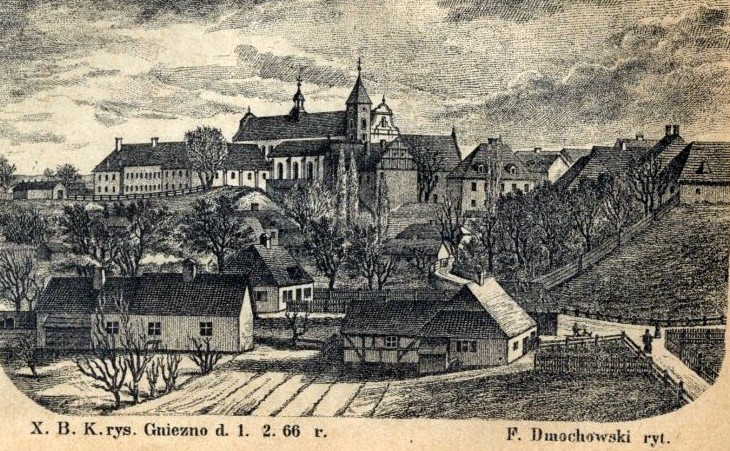
Zespół klasztorny franciszkanów i klarysek w Gnieźnie

Katarzyna Modliszewska  herbu Ostoja (zm. ok. 1512 r.) – dziedziczka dóbr w Modliszewie Kościelnym (Małym), członkini Zakonu Świętej Klary w Gnieźnie.

## Życiorys
Katarzyna Modliszewska była córką Wojciecha Sitka Modliszewskiego, dziedzica w Modliszewie Cyrkiewnym (Kościelnym) i Anny z Kołat Kołackiej. Miała siostrę Małgorzatę, małżonkę Jana Zasułtowskiego i dwóch braci przyrodnich - Wojciecha i Łukasza. W latach 1503–1512 była członkinią Zakonu Świętej Klary w Gnieźnie, zwanego potocznie zakonem klarysek. W roku 1503 pozwała Mikołaja i Bartosza, dziedziców w Chwałkowie o zabójstwo jej brata Wojciecha Modliszewskiego w mieście Łubowie, w domu Mikołaja Clesska. W 1510 roku zawierała ugodę z siostrą Małgorzatą przy pośrednictwie arbitrów ks. Wincentego Jemielińskiego i Hektora Mieleńskiego. W roku 1512 sprzedała swoją część Wojtkowską we wsi Modliszewie Kościelnym za 70 grzywien Mikołajowi Modliszewskiemu zwanemu Sobiejucha. Być może tego roku zmarła w wyniku pożaru jaki miał miejsce w Gnieźnie, który strawił m.in. dużą część klasztoru klarysek. Wówczas wiele osób straciło życie - Jan Czeski, ksiądz w klasztorze zakonnic, od ognia zadusił się, i kilkoro ludzi płci obojej tu i ówdzie spalonych znaleziono. Możliwe, jednak, że przeżyła pożar gdyż prof. W. Dworzaczek wymienia wśród różnych Modliszewskich Katarzynę Modliszewską, klaryskę gnieźnieńską w roku 1541. 

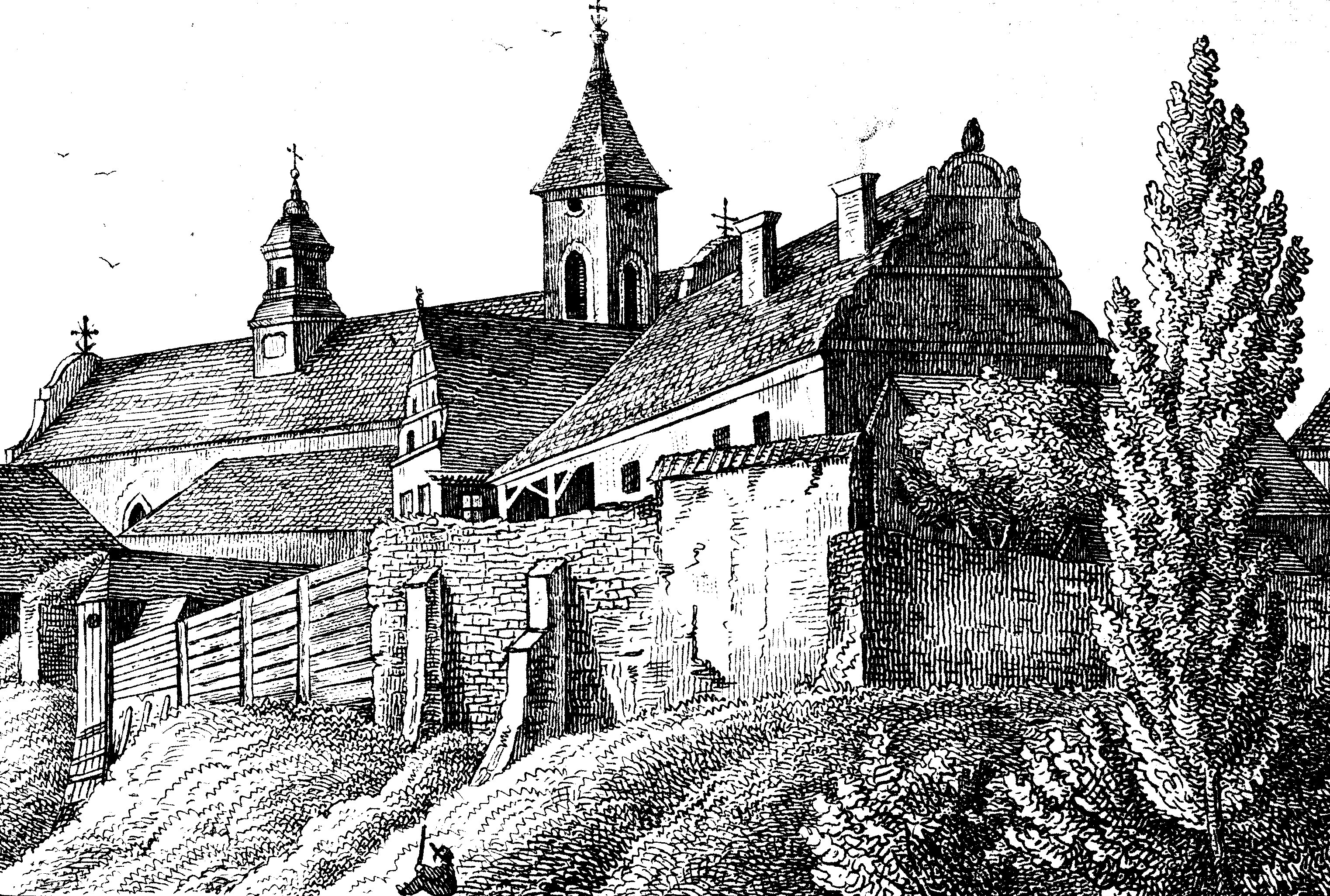
Klasztor klarysek w Gnieźnie od strony północnej
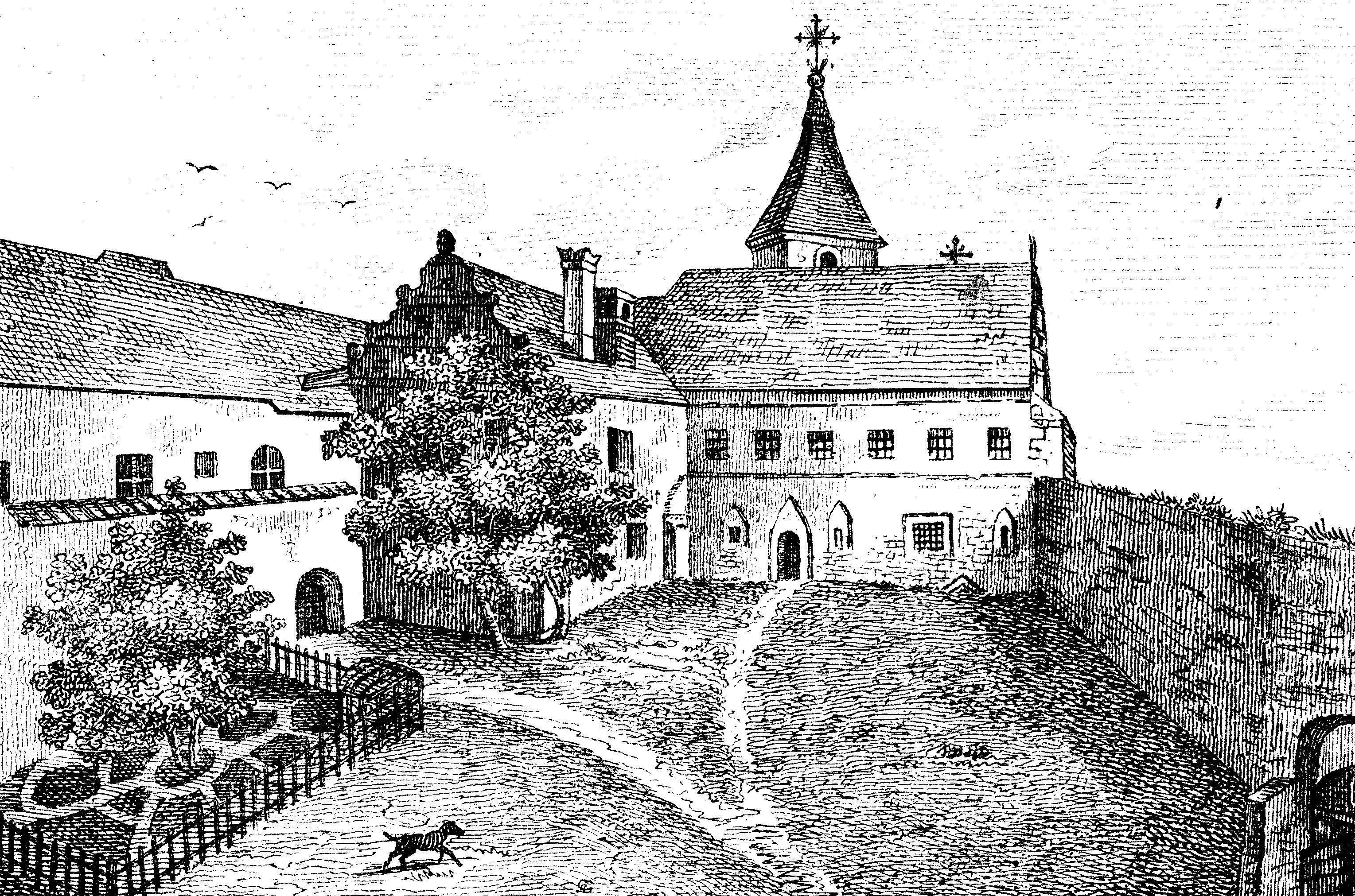
Dziedziniec klasztoru klarysek w Gnieźnie